# Эдри, Яаков
Яаков Эдри (ивр. יעקב אדרי‎; родился 25 ноября 1950 года, Марокко) — израильский государственный деятель, министр развития Негева и Галилеи (2007—2009).
Репатриировался в Израиль в 1959 году, в возрасте 9 лет.
Работал в 1989—2003 годах мэром Ор-Акивы. В 2003 году был избран в Кнессет от «Ликуда», после чего уволился с поста мэра. 10 марта 2003 года стал заместителем министра внутренней безопасности. Присоединился к партии «Кадима» с момента её создания.

10 ноября 2020 года Адри был арестован вместе с тремя другими людьми по подозрению в серии преступлений, включая взяточничество, мошенничество и злоупотребление доверием, при продвижении муниципальных тендеров; в ходе расследования в полицию поступило заявление о предполагаемом изнасиловании, совершенном им в отношении женщины 17 лет назад. В июне 2021 года полиция заявила, что найдена доказательная база для привлечения его к ответственности за взяточничество, мошенничество и злоупотребление доверием, кражу со стороны государственного служащего, насилие и налоговые правонарушения. Обвинение против Адри было предъявлено 20 марта 2023 года, в результате чего он подал в отставку с поста мэра Ор-Акивы.

18 января 2006 года стал министром здравоохранения и министром развития Негева и Галилеи.